# Messinakonferensen
Messinakonferensen var en internationell konferens mellan företrädare för medlemsstaterna inom Europeiska kol- och stålgemenskapen som ägde rum den 1–3 juni 1955 i Messina, Italien. Utrikesministrarna från Belgien, Frankrike, Italien, Luxemburg, Nederländerna och Västtyskland deltog.
Vid konferensen diskuterades flera olika frågor. Dels utsågs en ny ordförande och vice ordförande för Höga myndigheten. Dels diskuterades hur den europeiska integrationen skulle kunna återupptas efter de misslyckade försöken med Europeiska försvarsgemenskapen och Europeiska politiska gemenskapen. Baserat på Benelux-promemorian tillsattes en kommitté under den belgiska utrikesministern Paul-Henri Spaaks ledarskap med uppdrag att ta fram ett förslag på hur ett samarbete med en gemensam marknad och kärnenergisamarbete skulle kunna se ut. Detta ledde i sin tur till Spaak-rapporten, som låg till grund för upprättandet av Europeiska ekonomiska gemenskapen och Europeiska atomenergigemenskapen den 1 januari 1958.